# Clethrogyna judaea
Clethrogyna judaea är en fjärilsart som beskrevs av Otto Staudinger 1901. Clethrogyna judaea ingår i släktet Clethrogyna och familjen tofsspinnare. Inga underarter finns listade i Catalogue of Life.